# Gadirtha
Gadirtha is een geslacht van vlinders van de familie visstaartjes (Nolidae), uit de onderfamilie Collomeninae.

## Soorten
- Gadirtha albovenosa Prout, 1924
- Gadirtha aroa Bethune-Baker, 1908
- Gadirtha candezei Druce, 1898
- Gadirtha cerussata Felder, 1874
- Gadirtha commixta Dognin, 1923
- Gadirtha costipallens Bethune-Baker, 1906
- Gadirtha cuprescens Hampson, 1912
- Gadirtha elongata Hampson, 1897
- Gadirtha exacta Semper, 1900
- Gadirtha fusca Pogue, 2014
- Gadirtha glaucograpta Hampson, 1912
- Gadirtha hades Lower, 1903
- Gadirtha inexacta Walker, 1857
- Gadirtha muscosa Fletcher, 1957
- Gadirtha poliochroa Hampson, 1912
- Gadirtha pulchra Butler, 1886
- Gadirtha trichocera Hampson, 1912
- Gadirtha turneri Bethune-Baker, 1906